# Ashok Leyland
Ashok Leyland Ltd. – indyjskie przedsiębiorstwo branży motoryzacyjnej produkujące samochody ciężarowe i dostawcze, autobusy, pojazdy wojskowe oraz silniki. Spółką jest częścią konglomeratu Hinduja Group, a jej siedziba mieści się w Ćennaj.
Przedsiębiorstwo Ashok Motors założone zostało 7 września 1948 roku przez Raghunandana Sarana (nazwa Ashok pochodzi od imienia jego syna) przy współudziale brytyjskiej spółki Austin Motor Company. Działalność przedsiębiorstwa rozpoczęła się od montażu pojazdów marki Austin, pierwszym wyprodukowanym samochodem był model A40. W 1950 roku podpisana została umowa z Leyland Motors, na mocy której Ashok Motors przez siedem lat miał posiadać wyłączność na import, montaż a następnie produkcję samochodów ciężarowych Leyland w Indiach. W 1955 roku Leyland stał się udziałowcem w spółce a jej nazwa została zmieniona na Ashok Leyland.
W 2006 roku Ashok Leyland stał się właścicielem czeskiego przedsiębiorstwa Avia. Od 2010 roku spółka jest udziałowcem (od 2012 roku większościowym) brytyjskiego producenta autobusów Optare.
Ashok Leyland jest także udziałowcem spółek typu joint venture z Nissanem (produkcja lekkich samochodów ciężarowych) oraz Deere & Company (produkcja sprzętu budowlanego).